# Gare de Saint-Astier
La gare de Saint-Astier est une gare ferroviaire française de la ligne de Coutras à Tulle, située sur le territoire de la commune de Saint-Astier, dans le département de la Dordogne, en région Nouvelle-Aquitaine.
Elle est mise en service en 1857 par la Compagnie du chemin de fer de Paris à Orléans (PO). C'est une gare de la Société nationale des chemins de fer français (SNCF), desservie par des trains TER Nouvelle-Aquitaine.

## Situation ferroviaire
Établie à 75 m d'altitude, la gare de Saint-Astier est située au point kilométrique (PK) 58,185 de la ligne de Coutras à Tulle, entre les gares de Saint-Léon-sur-l'Isle et de Razac.
Cette gare dépend de la région ferroviaire de Bordeaux. Elle est équipée de deux quais : le quai 1 dispose d'une longueur utile de 180 m pour la voie 1 et le quai 2 d'une longueur utile de 181 m pour la voie 2.

## Histoire
Les travaux du chemin de fer de Coutras à Périgueux et de la station de Saint-Astier, l'une des huit stations intermédiaires, sont effectués par la Compagnie du chemin de fer Grand-Central de France de 1855 à 1856. Après la faillite de la compagnie du Grand-Central, la fin des travaux et la mise en service, le 20 juillet 1857, de la ligne et de la station de Saint-Astier sont effectués par la Compagnie du chemin de fer de Paris à Orléans.
La recette annuelle de la gare est de 207 595 francs en 1881 et de 233 067 francs en 1882.

## Fréquentation
La fréquentation de la gare est détaillée dans le tableau ci-dessous :
|                           | 2015    | 2016    | 2017    | 2018    | 2019    | 2020    | 2021    | 2022    | 2023    |
| ------------------------- | ------- | ------- | ------- | ------- | ------- | ------- | ------- | ------- | ------- |
| Voyageurs                 | 157 923 | 154 801 | 155 975 | 132 628 | 140 127 | 107 474 | 141 576 | 180 909 | 201 212 |
| Voyageurs + non voyageurs | 197 403 | 193 501 | 194 969 | 165 785 | 175 159 | 134 342 | 176 971 | 226 137 | 251 516 |

## Service des voyageurs

### Accueil
Gare SNCF, elle dispose d'un bâtiment voyageurs, avec guichet, ouvert tous les jours. Elle est équipée d'automates pour l'achat de titres de transport.

### Desserte
Saint-Astier est desservie par des trains TER Nouvelle-Aquitaine, qui effectuent des missions entre les gares de Bordeaux-Saint-Jean et de Périgueux, ou Brive-la-Gaillarde. La gare est aussi desservie par la navette ferroviaire de Périgueux.

### Intermodalité
Un parc pour les vélos et un parking sont aménagés à ses abords.

## Galerie de photographies

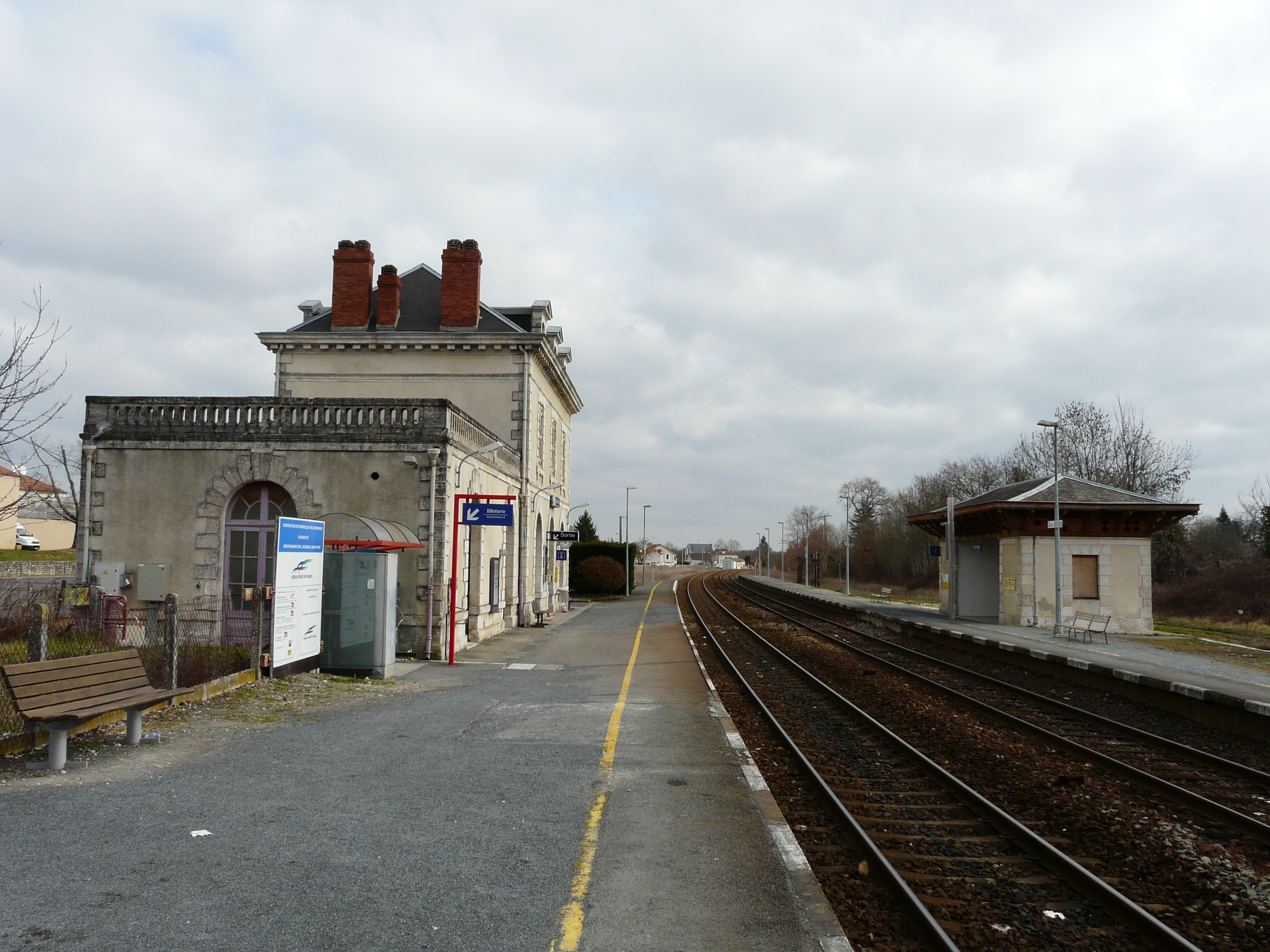
Les voies.
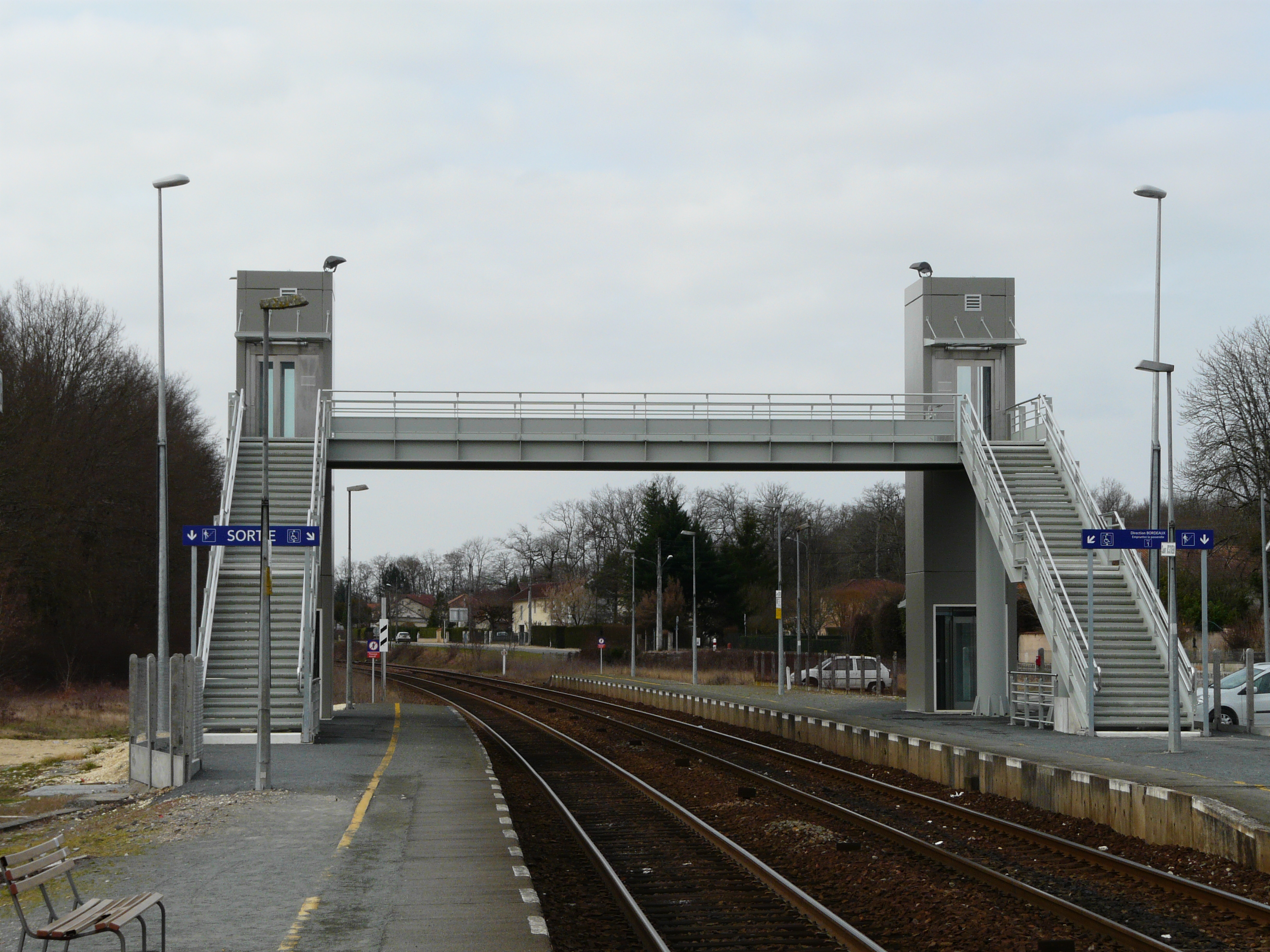
Passerelle au-dessus des voies.
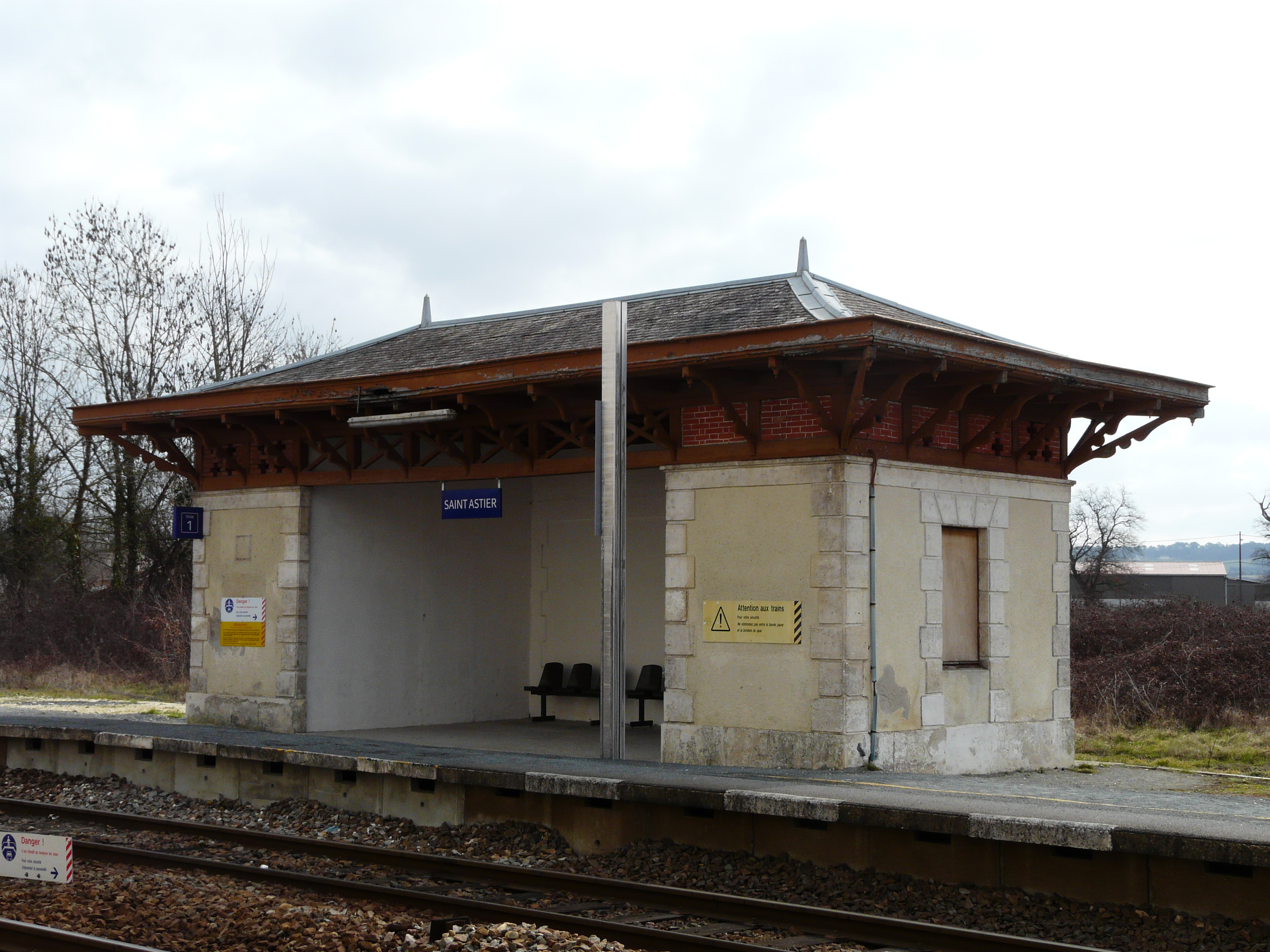
Abri voyageurs.